# Hazal Kaya
Leyla Hazal Kaya (Gaziantep, 1990. október 1. –) török színésznő.

## Élete

### Fiatalkora
Leyla Hazal Kaya 1990-ben született a szír határ közelében fekvő Gaziantep városában, Törökországban. Szülei (mindkettő ügyvéd) hétéves korában elváltak. Korán megtalálta a művészet, ugyanis gyermekkorában hét éven keresztül balettozott és hegedült. A középiskolát egy isztambuli olasz tannyelvű gimnáziumban végezte, ahol 2009-ben érettségizett. Tanulmányait jelenleg is a Bilgi Egyetem hallgatójaként folytatja előadó művészeti szakon.

### Karrierje
Első nagyobb szerepét 2007-ben kapta meg a Genco című sorozatban. Eddigi legismertebb szerepét 2008-ban kapta meg a Tiltott szerelem (Aşk-ı Memnu) cím sorozatban, ahol Nihal Ziyagil szerepét játssza. 2011-ben kapta meg Feriha szerepét a Feriha (Adını Feriha Koydum) című sorozatban amelyben egy egyetemista lányt alakít. A Tiltott szerelem és a Feriha című sorozatokat Magyarországon a TV2 kereskedelmi csatorna sugározta. 2017-ben kapta meg Filiz Elibol szerepét Az én kis családom (Bizim Hikaye) című sorozatban, amelyet Magyarországon az RTL Klub kereskedelmi csatorna mutatott be. 
Török anyanyelve mellett anyanyelvi szinten beszél olaszul és angolul, jelenleg pedig a német nyelvet tanulja. 2019 februárjában hozzáment kedveséhez, Ali Atay-hoz. Fikret Ali nevű fia van.

### Filmográfia
| Filmek    | Filmek                            | Filmek                   | Filmek           |
| Év        | Cím                               | Szerep                   | Jegyzetek        |
| --------- | --------------------------------- | ------------------------ | ---------------- |
| 2011      | Çalgı Çengi                       | (Fiatal Lány a Tankban)  | Vendég Játékos   |
| 2011      | Behzat Ç. Seni Kalbime Gömdüm     | Berna Ç.                 | Vendég Játékos   |
| 2011      | Ay böyüyərkən Uyuyamam            | Hülya                    | Başrol oyunçusu  |
| 2012      | Bu Son Olsun                      | Lale                     | Başrol oyuncusu  |
| 2013      | Mavi Dalğa                        | Arzu                     | Vendég Játékos   |
| 2014      | İtirazım Var                      | Zeynep Bulut             | Başrol oyuncusu  |
| 2016      | Kırık Kalpler Bankası             | Aslım                    | Başrol oyuncusu  |
| 2020      | Benden Ne Olur                    | Sertab Bal               | Başrol oyuncusu  |
| Televízió |                                   |                          |                  |
| Év        | Cím (eredeti cím)                 | Szerep                   | Magyar hang      |
| 2006      | (Sıla)                            | Berrin                   |                  |
| 2006      | (Taşların Sırrı)                  | Bengü                    |                  |
| 2006      | (Acemi Cadı)                      | Pelin                    |                  |
| 2007-2008 | (Genco)                           | Özge (Gülay Erkaya)      |                  |
| 2008-2010 | Tiltott szerelem (Aşk-ı Memnu)    | Nihal Ziyagil            | Lamboni Anna     |
| 2011-2012 | (Behzat Ç. Bir Ankara Polisiyesi) | Berna Ç.                 |                  |
| 2011-2012 | Feriha (Adını Feriha Koydum)      | Feriha Yılmaz Sarrafoğlu | Csifó Dorina     |
| 2012      | (Son Yaz-Balkanlar 1912)          | Emine                    |                  |
| 2013      | (A.Ş.K.)                          | Azra Özak                |                  |
| 2015      | (Marca: En Güzel Hikayem)         | Maral Erdem              |                  |
| 2017-2019 | Az én kis családom (Bizim Hikaye) | Filiz Elibol Aktan       | Gyöngy Zsuzsanna |
| 2020      | (Menajerimi Ara)                  | Hazal Kaya               |                  |
| 2021      | (Misafir)                         | Gece / Güneş Yalçın      |                  |
| Internet  |                                   |                          |                  |
| Év        | Cím (eredeti cím)                 | Szerep                   | Platform         |
| 2022      | Pera Palas'ta Gece Yarısı         | Esra                     | Netflix          |

## Reklámfilm
| Év   | Reklám           |
| ---- | ---------------- |
| 2006 | Tofita           |
| 2007 | Nescafé          |
| 2007 | Molped           |
| 2007 | Turkcell         |
| 2008 | Eti Burçak       |
| 2010 | Penti            |
| 2012 | Bingo            |
| 2014 | Lux Arabia       |
| 2020 | İstegelsin       |
| 2021 | Önlem Bebek Bezi |

## Főszereplője Zenei Videók
| Év   | Zenei Videók                       |
| ---- | ---------------------------------- |
| 2008 | Aslı Güngör – İzmir Bilir Ya       |
| 2011 | Selçuk Balcı – Deniz Üstünde Fener |
| 2017 | Çağatay Akman – Bizim Hikaye       |